# Santa Bárbara (Antioquia)
Santa Bárbara is een gemeente in het Colombiaanse departement Antioquia. De gemeente telt 23.442 inwoners (2005).

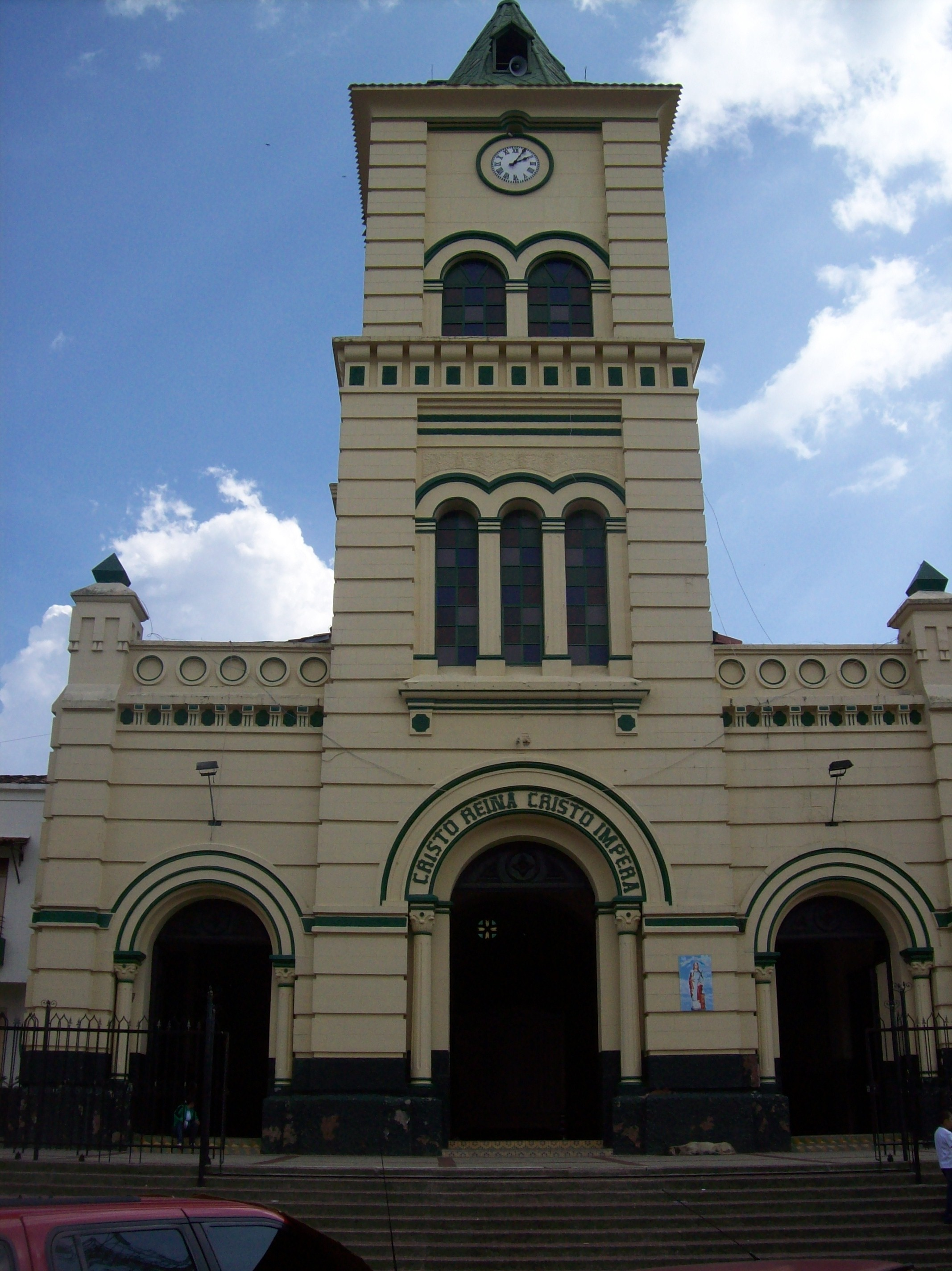
Kerk van Santa Bárbara